# 奥福德伯爵
奥福德伯爵的头衔在英国历史上被授封了多次——1697年在英格兰贵族院，1742年大不列颠贵族院授于前首相罗伯特·沃波尔。1806年英国贵族院授给沃波尔勋爵，罗伯特·沃波尔首相的远亲，1931年因无后代继承而断绝。

## 奥福德伯爵(Earls of Orford), 英格兰贵族院(1697年)
附属的头衔巴福勒尔子爵Viscount Barfleur (1697年)和辛盖男爵Baron Shingay (1697年)
- 爱德华·罗素 (奥福德伯爵)(Edward Russell) (1652年-1727年)

## 奥福德伯爵(Earls of Orford), 大不列颠贵族院 (1742年)
附属的头衔沃波尔子爵Viscount Walpole (1742年)和豪顿男爵Baron Houghton (1742年).
- 罗伯特·沃波尔 (奥福德第一伯爵) (1676年-1745年)
- 罗伯特·沃波尔 (奥福德第二伯爵) (1701年-1751年)
- 乔治·沃波尔 (奥福德第三伯爵) (1730年-1791年)
- 霍勒斯·沃波尔 (奥福德第四伯爵) (1717年-1797年)

## 奥福德伯爵(Earls of Orford), 英国贵族院 (1806年)
附属的头衔沃波尔男爵Baron Walpole (1723年), 沃尔特顿的沃波尔男爵Baron Walpole of Wolterton (1756年)
- 霍雷肖·沃波尔 (奥福德第一伯爵) (1723年-1809年)
- 霍雷肖·沃波尔 (奥福德第二伯爵 (1752年-1822年)
- 霍雷肖·沃波尔 (奥福德第三伯爵) (1783年-1858年)
- 霍雷肖·沃波尔 (奥福德第四伯爵) (1813年-1894年)
- 罗伯特·霍勒斯·沃波尔 (奥福德第五伯爵) (1854年-1931年)